# Lekkoatletyka na Letnich Igrzyskach Olimpijskich 2016 – bieg na 100 m kobiet
Bieg na 100 metrów kobiet – jedna z konkurencji lekkoatletycznych rozgrywanych podczas Letnich Igrzysk Olimpijskich 2016 w Rio de Janeiro. 
Konkurencja rozpoczęła się eliminacjami, 12 sierpnia o godzinie 13:55 czasu miejscowego. Finał w którym wyłoniono mistrzynię olimpijską, odbył się dwa dni później o godzinie 22:37 czasu miejscowego. Zawody odbyły się na Stadionie Olimpijskim w Rio de Janeiro.
Złoty medal zdobyła Jamajka Elaine Thompson z czasem 10,71 s. Wicemistrzem olimpijskim została Amerykanka Tori Bowie, a trzecie miejsce zajęła rodaczka Thompson - Shelly-Ann Fraser-Pryce

## Terminarz
| Data             | Godzina (UTC-3) | Wydarzenie            |
| ---------------- | --------------- | --------------------- |
| 12 sierpnia 2016 | 11:55 22:40     | Preeliminacje Runda 1 |
| 13 sierpnia 2016 | 21:00           | Półfinały             |
| 13 sierpnia 2016 | 22:37           | Finał                 |

## Rekordy
Tabela przedstawia najlepsze wyniki, które uzyskali zawodnicy na świecie, igrzyskach olimpijskich oraz na każdym kontynencie. Stan sprzed igrzysk.
| Nazwa                                          | Zawodnik                 | Czas    | Miejsce      | Data       |
| ---------------------------------------------- | ------------------------ | ------- | ------------ | ---------- |
| Rekord świata                                  | Florence Griffith-Joyner | 10,49 s | Indianapolis | 16.07.1988 |
| Rekord olimpijski                              | Florence Griffith-Joyner | 10,62 s | Seul         | 14.08.1988 |
| Lider list światowych 2016                     | Elaine Thompson          | 10,70 s | Kingston     | 1.07.2016  |
| Rekord Afryki                                  | Murielle Ahouré          | 10,78 s | Montverde    | 11.06.2016 |
| Rekord Ameryki Południowej                     | Ángela Tenorio           | 10,99 s | Toronto      | 22.07.2015 |
| Rekord Ameryki Północnej, Środkowej i Karaibów | Florence Griffith-Joyner | 10,49 s | Indianapolis | 16.07.1988 |
| Rekord Azji                                    | Li Xuemei                | 10,79 s | Szanghaj     | 18.10.1997 |
| Rekord Europy                                  | Christine Arron          | 10,73 s | Budapeszt    | 19.08.1998 |
| Rekord Oceanii                                 | Melissa Breen            | 11,11 s | Canberra     | 09.02.2014 |

## Wyniki
| Poz. - pozycja |
| OR - rekord olimpijski \| NR - rekord krajowy \| PB - rekord życiowy \| =PB - wyrównany rekord życiowy \| SB - najlepszy wynik w sezonie \| =SB - wyrównany najlepszy wynik w sezonie |
| DNS - nie wystartował \| DNF - dyskwalifikacja za falstart |
| * wyniki podawane w sekundach |

### Eliminacje

#### Wyścig 1
Godzina: 11:55

Wiatr: +0,9 m/s
| Poz. | Imię i nazwisko | Narodowość      | Wynik | Uwagi | Kwal. |
| ---- | --------------- | --------------- | ----- | ----- | ----- |
| 1    | Hafsatu Kamara  | Sierra Leone    | 12,24 |       | Q     |
| 2    | Sisilia Seavula | Fidżi           | 12,34 |       | Q     |
| 3    | Regine Tugade   | Guam            | 12,52 |       |       |
| 4    | Makoura Keita   | Gwinea          | 12,66 | PB    |       |
| 5    | Aireen Akter    | Bangladesz      | 12,99 |       |       |
| 6    | Mariana Cress   | Wyspy Marshalla | 13,20 |       |       |
| 7    | Liliana Neto    | Angola          | 13,58 |       |       |
| 8    | Kamia Yousufi   | Afganistan      | 14,02 |       |       |

#### Wyścig 2
Godzina: 12:02

Wiatr: -0,2 m/s
| Poz. | Imię i nazwisko               | Narodowość                    | Wynik | Uwagi | Kwal. |
| ---- | ----------------------------- | ----------------------------- | ----- | ----- | ----- |
| 1    | Sunayna Wahi                  | Surinam                       | 12,09 |       | Q     |
| 2    | Patricia Taea                 | Wyspy Cooka                   | 12,30 |       | Q     |
| 3    | Mazoon Khalfan Saleh Al Alawi | Oman                          | 12,30 |       | q     |
| 4    | Lidiane Lopes                 | Republika Zielonego Przylądka | 12,38 |       |       |
| 5    | Denika Kassim                 | Suazi                         | 12,49 |       |       |
| 6    | Taina Halasima                | Tonga                         | 12,80 |       |       |
| 7    | Laenly Phoutthavong           | Laos                          | 12,82 | PB    |       |
| 8    | Lerissa Henry                 | Mikronezja                    | 13,53 |       |       |

#### Wyścig 3
Godzina: 12:09

Wiatr: -0,2 m/s
| Poz. | Imię i nazwisko           | Narodowość         | Wynik | Uwagi | Kwal. |
| ---- | ------------------------- | ------------------ | ----- | ----- | ----- |
| 1    | Charlotte Wingfield       | Malta              | 11,86 |       | Q     |
| 2    | Cecilia Bouele            | Kongo              | 11,98 |       | Q     |
| 3    | Zaidatul Husniah Zulkifli | Malezja            | 12,12 |       | q     |
| 4    | Prenam Pesse              | Togo               | 12,38 |       |       |
| 5    | Denika Kassim             | Komory             | 12,53 |       |       |
| 6    | Jordan Mageo              | Samoa Amerykańskie | 13,72 |       |       |
| 7    | Kariman Abuljadayel       | Arabia Saudyjska   | 14,61 |       |       |
| 8    | Karitaake Tewaaki         | Kiribati           | 14,70 |       |       |

### Ćwierćfinały

#### Wyścig 1
Godzina: 22:40

Wiatr: +0,3 m/s
| Poz. | Imię i nazwisko     | Narodowość               | Wynik | Uwagi | Kwal. |
| ---- | ------------------- | ------------------------ | ----- | ----- | ----- |
| 1    | Desiree Henry       | Wielka Brytania          | 11,08 |       | Q     |
| 2    | Murielle Ahouré     | Wybrzeże Kości Słoniowej | 11,17 |       | Q     |
| 3    | Natalija Pohrebniak | Ukraina                  | 11,30 |       | q     |
| 4    | Lorène Bazolo       | Portugalia               | 11,43 |       |       |
| 5    | Wei Yongli          | Chiny                    | 11,48 |       |       |
| 6    | Hajar Alkhaldi      | Bahrajn                  | 11,59 |       |       |
| 7    | Rima Kaszafutdinowa | Kazachstan               | 11,84 |       |       |
| 8    | Sisilia Seavula     | Fidżi                    | 12,48 |       |       |

#### Wyścig 2
Godzina: 22:47

Wiatr: 0,0 m/s
| Poz. | Imię i nazwisko       | Narodowość   | Wynik | Uwagi | Kwal. |
| ---- | --------------------- | ------------ | ----- | ----- | ----- |
| 1    | Dafne Schippers       | Holandia     | 11,16 |       | Q     |
| 2    | Tatjana Pinto         | Niemcy       | 11,31 |       | Q     |
| 3    | Khamica Bingham       | Kanada       | 11,41 |       |       |
| 4    | Flings Owusu-Agyapong | Ghana        | 11,43 |       |       |
| 5    | Gloria Asumnu         | Nigeria      | 11,55 |       |       |
| 6    | Evelyn Rivera         | Kolumbia     | 11,59 |       |       |
| 7    | Brenessa Thompson     | Gujana       | 11,72 |       |       |
| 8    | Hafsatu Kamara        | Sierra Leone | 12,22 |       |       |

#### Wyścig 3
Godzina: 22:54

Wiatr: 0,0 m/s
| Poz. | Imię i nazwisko        | Narodowość                 | Wynik | Uwagi | Kwal. |
| ---- | ---------------------- | -------------------------- | ----- | ----- | ----- |
| 1    | Tori Bowie             | Stany Zjednoczone          | 11,13 |       | Q     |
| 2    | Blessing Okagbare      | Nigeria                    | 11,16 |       | Q     |
| 3    | Ángela Tenorio         | Ekwador                    | 11,35 |       | q     |
| 4    | Ezinne Okparaebo       | Norwegia                   | 11,43 |       |       |
| 5    | Eliecith Palacios      | Kolumbia                   | 11,48 |       |       |
| 6    | Tahesia Harrigan-Scott | Brytyjskie Wyspy Dziewicze | 11,54 |       |       |
| 7    | Chrystyna Stuj         | Ukraina                    | 11,57 |       |       |
| 8    | Cecilia Bouele         | Kongo                      | 12,18 |       |       |

#### Wyścig 4
Godzina: 23:01

Wiatr: -0,3 m/s
| Poz. | Imię i nazwisko         | Narodowość               | Wynik | Uwagi | Kwal. |
| ---- | ----------------------- | ------------------------ | ----- | ----- | ----- |
| 1    | Shelly-Ann Fraser-Pryce | Jamajka                  | 10,96 |       | Q     |
| 2    | Marie Josée Ta Lou      | Wybrzeże Kości Słoniowej | 11,01 |       | Q     |
| 3    | Mujinga Kambundji       | Szwajcaria               | 11,19 |       | q     |
| 4    | Narcisa Landazuri       | Ekwador                  | 11,38 |       | q     |
| 5    | Tynia Gaither           | Bahamy                   | 11,56 |       |       |
| 6    | Ramona Papaioannou      | Cypr                     | 11,61 |       |       |
| 7    | Ruddy Zang Milama       | Gabon                    | 11,67 |       |       |
| 8    | Sunayna Wahi            | Surinam                  | 12,25 |       |       |

#### Wyścig 5
Godzina: 23:08

Wiatr: -0,7 m/s
| Poz. | Imię i nazwisko    | Narodowość        | Wynik | Uwagi | Kwal. |
| ---- | ------------------ | ----------------- | ----- | ----- | ----- |
| 1    | Tianna Bartoletta  | Stany Zjednoczone | 11,23 |       | Q     |
| 2    | Ewa Swoboda        | Polska            | 11,24 |       | Q     |
| 3    | Ołesia Powch       | Ukraina           | 11,39 |       | q     |
| 4    | Kelly-Ann Baptiste | Trynidad i Tobago | 11,42 |       |       |
| 5    | Jennifer Madu      | Nigeria           | 11,61 |       |       |
| 6    | Nigina Sharipova   | Uzbekistan        | 11,68 |       |       |
| 7    | Dutee Chand        | Indie             | 11,69 |       |       |
| 8    | Patricia Taea      | Wyspy Cooka       | 12,41 |       |       |

#### Wyścig 6
Godzina: 23:15

Wiatr: 0,0 m/s
| Poz. | Imię i nazwisko         | Narodowość        | Wynik | Uwagi | Kwal. |
| ---- | ----------------------- | ----------------- | ----- | ----- | ----- |
| 1    | Michelle-Lee Ahye       | Trynidad i Tobago | 11,00 |       | Q     |
| 2    | Christania Williams     | Jamajka           | 11,27 |       | Q     |
| 3    | Asha Philip             | Wielka Brytania   | 11,34 |       | q     |
| 4    | Crystal Emmanuel        | Kanada            | 11,43 |       |       |
| 5    | Wiktorija Ziabkina      | Kazachstan        | 11,69 |       |       |
| 6    | Marika Popowicz-Drapała | Polska            | 11,70 |       |       |
| 7    | Iman Isa Jassim         | Bahrajn           | 11,72 |       |       |
| 8    | Charlotte Wingfield     | Malta             | 11,90 |       |       |

#### Wyścig 7
Godzina: 23:22

Wiatr: -1,0 m/s
| Poz. | Imię i nazwisko               | Narodowość        | Wynik | Uwagi | Kwal. |
| ---- | ----------------------------- | ----------------- | ----- | ----- | ----- |
| 1    | Elaine Thompson               | Jamajka           | 11,21 |       | Q     |
| 2    | Rosângela Santos              | Brazylia          | 11,25 |       | Q     |
| 3    | Semoy Hackett                 | Trynidad i Tobago | 11,35 |       | q     |
| 4    | Toea Wisil                    | Papua-Nowa Gwinea | 11,48 |       |       |
| 5    | Olga Safronowa                | Kazachstan        | 11,50 |       |       |
| 6    | Alyssa Conley                 | Południowa Afryka | 11,57 |       |       |
| 7    | Melissa Breen                 | Australia         | 11,74 |       |       |
| 8    | Mazoon Khalfan Saleh Al Alawi | Oman              | 12,43 |       |       |

#### Wyścig 8
Godzina: 23:29

Wiatr: -0,2 m/s
| Poz. | Imię i nazwisko           | Narodowość        | Wynik | Uwagi | Kwal. |
| ---- | ------------------------- | ----------------- | ----- | ----- | ----- |
| 1    | English Gardner           | Stany Zjednoczone | 11,09 |       | Q     |
| 2    | Carina Horn               | Południowa Afryka | 11,32 |       | Q     |
| 3    | Iwet Łałowa               | Bułgaria          | 11,35 |       | q     |
| 4    | Darryl Neita              | Wielka Brytania   | 11,41 |       |       |
| 5    | Rebekka Haase             | Niemcy            | 11,47 |       |       |
| 6    | Yuan Qiqi                 | Chiny             | 11,56 |       |       |
| 7    | Franciela Krasucki        | Brazylia          | 11,67 |       |       |
| 8    | Zaidatul Husniah Zulkifli | Malezja           | 12,62 |       |       |

### Półfinały

#### Pierwszy półfinał
Godzina: 21:00

Wiatr: +1,0 m/s
| Poz. | Imię i nazwisko     | Narodowość               | Wynik | Uwagi | Kwal. |
| ---- | ------------------- | ------------------------ | ----- | ----- | ----- |
| 1    | Tori Bowie          | Stany Zjednoczone        | 10,90 |       | Q     |
| 2    | Michelle-Lee Ahye   | Trynidad i Tobago        | 10,90 | SB    | Q     |
| 3    | Christania Williams | Jamajka                  | 10,96 | PB    | q     |
| 4    | Murielle Ahouré     | Wybrzeże Kości Słoniowej | 11,01 |       |       |
| 5    | Ángela Tenorio      | Ekwador                  | 11,14 |       |       |
| 6    | Mujinga Kambundji   | Szwajcaria               | 11,16 |       |       |
| 7    | Ewa Swoboda         | Polska                   | 11,18 |       |       |
| 8    | Ołesia Powch        | Ukraina                  | 11,29 |       |       |

#### Drugi półfinał
Godzina: 21:07

Wiatr: +0,3 m/s
| Poz. | Imię i nazwisko         | Narodowość               | Wynik | Uwagi | Kwal. |
| ---- | ----------------------- | ------------------------ | ----- | ----- | ----- |
| 1    | Shelly-Ann Fraser-Pryce | Jamajka                  | 10,88 | SB    | Q     |
| 2    | Dafne Schippers         | Holandia                 | 10,90 |       | Q     |
| 3    | Marie Josée Ta Lou      | Wybrzeże Kości Słoniowej | 10,94 | PB    | q     |
| 4    | Tianna Bartoletta       | Stany Zjednoczone        | 11,00 |       |       |
| 5    | Rosângela Santos        | Brazylia                 | 11,23 | SB    |       |
| 6    | Narcisa Landazuri       | Ekwador                  | 11,27 |       |       |
| 7    | Natalija Pohrebniak     | Ukraina                  | 11,32 |       |       |
| 8    | Asha Philip             | Wielka Brytania          | 11,33 |       |       |

#### Trzeci półfinał
Godzina: 21:14

Wiatr: +0,6 m/s
| Poz. | Imię i nazwisko   | Narodowość        | Wynik | Uwagi | Kwal. |
| ---- | ----------------- | ----------------- | ----- | ----- | ----- |
| 1    | Elaine Thompson   | Jamajka           | 10,88 |       | Q     |
| 2    | English Gardner   | Stany Zjednoczone | 10,90 |       | Q     |
| 3    | Blessing Okagbare | Nigeria           | 11,09 |       |       |
| 4    | Desiree Henry     | Wielka Brytania   | 11,09 |       |       |
| 5    | Semoy Hackett     | Trynidad i Tobago | 11,20 |       |       |
| 6    | Carina Horn       | Południowa Afryka | 11,20 |       |       |
| 7    | Tatjana Pinto     | Niemcy            | 11,32 |       |       |
| 8    | Iwet Łałowa       | Bułgaria          | DNS   | DNS   | DNS   |

### Finał
Godzina: 21:37

Wiatr: +0,5 m/s
| Poz.   | Imię i nazwisko         | Narodowość               | Wynik | Uwagi | Kwal. |
| ------ | ----------------------- | ------------------------ | ----- | ----- | ----- |
| złoto  | Elaine Thompson         | Jamajka                  | 10,71 |       |       |
| srebro | Tori Bowie              | Stany Zjednoczone        | 10,83 |       |       |
| brąz   | Shelly-Ann Fraser-Pryce | Jamajka                  | 10,86 | SB    |       |
| 4      | Marie Josée Ta Lou      | Wybrzeże Kości Słoniowej | 10,86 | PB    |       |
| 5      | Dafne Schippers         | Holandia                 | 10,90 |       |       |
| 6      | Michelle-Lee Ahye       | Trynidad i Tobago        | 10,92 |       |       |
| 7      | English Gardner         | Stany Zjednoczone        | 10,94 |       |       |
| 8      | Christania Williams     | Jamajka                  | 11,80 |       |       |